# IFNA2
اینترفرون آلفا ۲ (انگلیسی: Interferon alpha-2) نام یک پروتئین است که در انسان توسط ژن «IFNA2» کُد می‌شود.
اینترفرون انسانی آلفا ۲، یک سیتوکین است که به خانواده اینترفرون نوع ۱ تعلق دارد. این مولکول توسط سلول‌های آلوده‌شده به ویروس ترشح می‌شود و کارش تأثیر بر سایر سلول‌ها جهت جلوگیری از بیماری ویروسی است. گسترهٔ وسیعی از ژن‌ها در بدن انسان وجود دارند که توسط اینترفرون‌های نوع ۱ تحریک می‌شوند.

## اهمیت بالینی
اینترفرون آلفا ۲ همانند سایر اعضای خانوادهٔ اینترفرون نوع ۱، خواص ضد ویروسی، ضد سرطان و تقویت سیستم ایمنی دارد و در درمان برخی بیماری‌های خودایمنی، هپاتیت ب، هپاتیت سی و سرطان‌ها (همچون ملانوما، سرطان کلیه، برخی سرطان‌های خون) بکار می‌رود
اینترفرون آلفا توسط آنزیم‌های گوارشی تجزیه و غیرفعال می‌شود، در نتیجه داروهای حاوی آن باید به صورت تزریق زیرجلدی یا عضلانی تجویز شوند. این دارو به‌سرعت توسط کلیه‌ها غیرفعال می‌شود و به‌همین دلیل باید چندین مرتبه در هفته تزریق شوند.